# Rosiers
Rosiérs (en francès Roziers-Saint-Georges) és un municipi francès situat al departament de l'Alta Viena i a la regió de la Nova Aquitània.

## Demografia
| 1962                                       | 1968 | 1975 | 1982 | 1990 | 1999 | 2006 | 2007 | 2008 |
| ------------------------------------------ | ---- | ---- | ---- | ---- | ---- | ---- | ---- | ---- |
| 210                                        | 240  | 200  | 167  | 147  | 153  | 194  | 197  | 193  |
| Des de 1962: població sense dobles comptes |      |      |      |      |      |      |      |      |

## Administració
| Període | Identitat            | Partit |
| ------- | -------------------- | ------ |
| 2001-   | Jean-Claude Pateloup |        |